# Ернест
Ернест (нем: Ernest) је мушко име немачког порекла, које значи поштен и онај коме се може веровати, озбиљан.

## Варијације имена
- Ерне (мађ:Ernő)
- Ернест (мађ:Erneszt)
- Ернеста (мађ:Erneszta), женски облик имена
- Ернст (Ernst) (Немачки, Холандски)
- Ернесто (Ernesto) (Шпански, Италијански, Португалски)
- Енес (Енглески језик:Енес Жиле)

## Имендани
- 12. јануар.
- 12. јули.
- 13. јули.
- 7. новембар.

## Познате личности
- Ернест Радерфорд, британски физичар
- Ернест Дишен, француски лекар
- Ернесто Че Гевара, револуционар
- Ернест Хемингвеј, амерички писац
- Ернесто Сабато, аргентински писац